# Elfsteden Roeimarathon
Der Elfsteden Roeimarathon ist eine Ruderregatta, die jedes Jahr am Wochenende nach Christi Himmelfahrt auf der Strecke der traditionellen Elfstedentocht in Friesland ausgetragen wird.

## Streckenverlauf
Die Originalstrecke der Elfstedentocht ist nicht komplett mit dem Ruderboot fahrbar. Da weiterhin die Regatta aufgrund ihrer Länge die Nacht hindurchgeht, weicht die Streckenführung etwas ab.
Die Tour beginnt am Prinsentuin im Zentrum von Leeuwarden, wo die Boote im Abstand von 15 Sekunden gestartet werden. Es geht nach Norden nach Dokkum, wobei bei Barthelem die Originalstrecke der Elfstedentocht erreicht wird. Die Stadt wird einmal umrundet. Danach geht es der Originalstrecke folgend zurück nach Leeuwarden, wo nach Mitternacht das spätere Ziel passiert wird.
Anschließend geht es über Sneek, IJlst, Sloten, Stavoren, Hindeloopen, Workum, Bolsward nach Harlingen. Nun folgt die Strecke abweichend von der Eislaufstrecke dem Van-Harinxma-Kanaal bis Franeker, da die ursprüngliche Strecke nicht durchgehend mit Booten befahrbar ist. Ab Franeker geht es wiederum abweichend den Kanal weiter nach Leeuwarden, wo nach 200 Kilometern das Ziel am Ruderverein Wetterville erreicht wird.
Zum 25-jährigen Jubiläum wurde 2010 die Strecke verlegt, und ab Franeker ein Stück der Originalstrecke gefahren und erst bei Weidum wieder der Van-Harinxma-Kanaal benutzt. Dadurch verlängerte sich die Tour auf insgesamt ungefähr 210 Kilometer.

## Ablauf
Beim Elfsteden Roeimarathon starten im Schnitt etwa 100 Mannschaften.
Die Tour wird grundsätzlich in gesteuerten Gig-Doppel-Zweiern mit Steuermann gefahren. Hierbei sind aufgrund der Niederländischen Bestimmungen auch Boote mit Überlänge zugelassen. Die meisten Booten fahren die Tour als Staffel, wobei ein Team aus mindestens drei und maximal 12 Mitgliedern besteht.
Es gibt folgende Klassen:
- Offene Klasse
- Veteranen (Masters B, Mindestdurchschnittsalter 36)
- Mixed (mindestens 50 % Frauen)
- Mixed Veteranen
- Buiten 6
- Buiten 3
- Toer

Bei der Toer-Kategorie geht es nur um das Befahren der Strecke, es wird kein offizielles Ranking durchgeführt.

## Ergebnisse
Die schnellsten Mannschaften erreichen auf der Strecke eine Durchschnittsgeschwindigkeit von 12,4 km/h. Den Rekord über die 200-Kilometer-Strecke hält das Team Gyas mit 16:19:34 Stunden, erreicht im Jahr 2009.
Die Zeiten sind sehr von den Wetter-Bedingungen abhängig. So muss die Strecke bei starkem Wind oft verkürzt oder umgelegt werden.

## Besonderheiten
Der Elfsteeden Roeimarathon weist einige Besonderheiten für Ruderregatten auf.

### Rudern in der Nacht
Die Regatta wird am Freitagabend um 20 Uhr gestartet. Die Boote fahren also in die einbrechende Dämmerung hinein, und die ersten Boote erreichen Sloten noch vor Einbruch der Morgendämmerung.
Die Boote werden für diese Nachtfahrt mit Positionslichtern ausgestattet und haben oft Scheinwerfer auf dem Bug montiert, um die Kanäle auszuleuchten. Trotz allem fahren die Boote meist in vollkommener Dunkelheit, da die Scheinwerfer die anderen Mannschaften blenden und auch ohne Licht die Kanalufer ausreichend gut erkennbar sind.

### Navigation auf den Kanälen
Es gibt auf der Strecke viele Kreuzungen und Abzweige. Daher müssen die Boote ihren Weg mit Karten selbst finden. Inzwischen sind zwar GPS-Geräte erlaubt und vereinfachen die Navigation sehr stark, trotzdem verfahren sich immer wieder Boote oder machen unnötige Umwege, welche nicht selten den Ausgang der Regatta wesentlich beeinflussen.

### Niedrige Brücken
Bei vielen Brücken handelt es sich um Hubbrücken, die im geschlossenen Zustand teils weniger als 70 Zentimeter hoch sind. Die Ruderer müssen daher vor den Brücken das Boot beschleunigen und sich unter der Brücke flach in das Boot legen, um mit dem Schwung bis auf die andere Seite der Brücke zu gelangen. Dabei gibt es immer wieder Unfälle und Platzwunden, wenn die Mannschaften sich nicht rechtzeitig ins Boot legen.
Oft sind die Brücken auch noch zu schmal, um sie durchrudern zu können, sodass die Ruderer ihre Skulls lang machen müssen. Teilweise muss sogar mittels Paddeln oder durch Schieben mit den Händen an der Brückenunterseite das Boot hindurchgebracht werden. Einige längere Kanalstrecken sind so schmal, dass einseitig gerudert werden muss, was für den Steuermann eine ungewohnte Herausforderung ist.

### Wechselpunkte
Die Staffelmannschaften wechseln alle sechs bis zehn Kilometer die Ruderer. Dafür wird das Boot oft aus voller Fahrt mittels Stangen an das Ufer gezogen, die Ruderer von den restlichen Teilnehmern aus dem Boot gezogen und die neuen Ruderer hineingesetzt. Während des Abstoßens wird das Stemmbrett verstellt. Gute Mannschaften schaffen einen Wechsel in etwa 10 bis 15 Sekunden.

### Bullen
Bei den Buiten drei, im Deutschen scherzhaft als Bullenklasse bezeichnet, fahren die Mannschaften die gesamten Strecke ohne Wechsel der Mannschaft, sondern nur mit mannschaftsinternem Wechsel des Steuermanns durch. Obwohl dabei die Mannschaften keine Pausen wie die anderen Teams haben, erreichen sie teils Platzierungen um Platz 20 im Gesamtklassement und bei Durchschnittsgeschwindigkeiten von etwa 10 km/h Zeiten von etwa 20 Stunden.